# 根分叉病变
在牙科中，根分叉病变（furcation defect/involvement）是波及多根牙根分叉区的病变，在该区形成牙周袋、附着丧失和牙槽骨破坏；主要由牙周炎引起，但亦可继发于牙髓炎和根尖周病变。根分叉病变属于一种“骨质流失”，其影响的根分叉区主要是多根牙的根柱（root trunk）基部，如二根分叉部或三根分叉部。根分叉病变的范围和构型是诊断和治疗计划中的考量因素。